# Campeonato Rondoniense 1995
In 1995 werd het 49ste Campeonato Rondoniense gespeeld voor voetbalclubs uit de Braziliaanse staat Rondônia. De competitie werd georganiseerd door de FFER en werd gespeeld van 27 augustus tot 16 december.Ji-Paraná werd kampioen. 
Vanaf dit seizoen kreeg een club drie punten voor een overwinning. 

## Eerste toernooi
| Plaats | Club       | Wed. | W | G | V | Saldo | Ptn. |
| ------ | ---------- | ---- | - | - | - | ----- | ---- |
| 1.     | Pinheiros  | 12   | 6 | 2 | 4 | 18:11 | 20   |
| 2.     | Ji-Paraná  | 12   | 5 | 5 | 2 | 20:13 | 20   |
| 3.     | Ariquemes  | 12   | 5 | 3 | 4 | 13:12 | 18   |
| 4.     | Jaru       | 12   | 4 | 4 | 4 | 8:9   | 16   |
| 5.     | Cruzeiro   | 12   | 3 | 6 | 3 | 11:17 | 15   |
| 6.     | Operário   | 12   | 3 | 5 | 4 | 18:19 | 14   |
| 7.     | Ouro Preto | 12   | 1 | 5 | 6 | 8:15  | 8    |

|  | Geplaatst voor tweede toernooi |

## Tweede toernooi
| Plaats | Club      | Wed. | W | G | V | Saldo | Ptn. |
| ------ | --------- | ---- | - | - | - | ----- | ---- |
| 1.     | Ji-Paraná | 6    | 4 | 1 | 1 | 14:4  | 13   |
| 2.     | Ariquemes | 6    | 3 | 2 | 1 | 8:6   | 11   |
| 3.     | Pinheiros | 6    | 3 | 0 | 3 | 11:13 | 9    |
| 4.     | Jaru      | 6    | 0 | 1 | 5 | 4:14  | 1    |

|  | Kampioen |

### Kampioen
| Campeonato Rondoniense de 1995 |
| Rondônia                       |
| ------------------------------ |
| JI-PARANÁ Kampioen (3° titel)  |